# Rua da Consolação
La rua da Consolação est l'une des rues les plus importantes de la ville de São Paulo. 

## Situation et accès
Elle commence au centre-ville, près du Vale do Anhangabaú et se termine à rua Estados Unidos, aux Jardins.
Elle présente trois tronçons bien distincts. Dans les premier et troisième tronçons, entre Vale do Anhangabaú et l'avenue São Luís, puis entre l'avenue Paulista et la rua Estados Unidos, il s'agit d'une voie commune à une seule piste. Dans la partie centrale, cependant, il y a une avenue à huit pistes (deux pistes réservées aux bus), qui fait partie du couloir de bus Campo Limpo-Rebouças-Centro.

### Transport
En plus de faire partie du couloir de bus Campo Limpo-Rebouças-Centro, la rua da Consolação dispose également de deux stations de métro : Higienópolis-Mackenzie et Paulista, toutes deux de la ligne 4-Jaune. La station Paulista est intégrée à la station Consolação de la ligne 2-Verte.

## Origine du nom
Son nom est dû à la construction, en 1800, de l'ancienne église de Nossa Senhora da Consolação.

## Historique
Elle est issue d'un chemin qui existait déjà à l'époque de la colonie, le Caminho de Pinheiros. L'une des routes principales de la région à l'époque coloniale reliait Vila de São Paulo à Vila de Pinheiros.

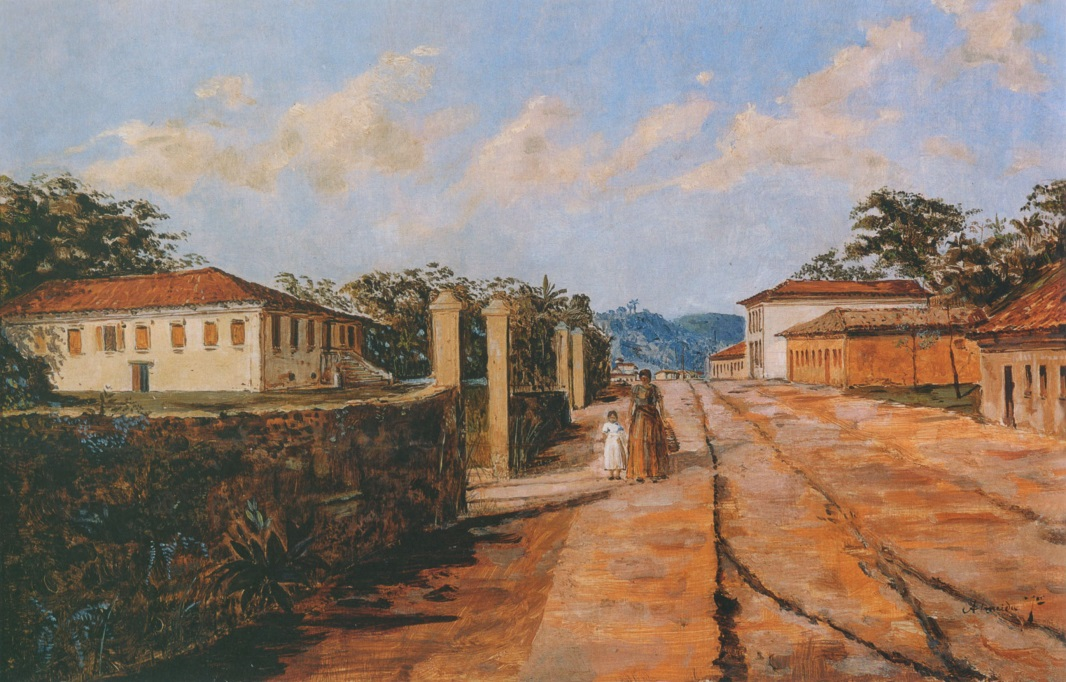
Rua da Consolação au XIX, par Almeida Júnior

Cette ancienne route partait de la fin de la rua Direita, traversait l'Anhangabaú et se dirigeait vers la Pinheiros jusqu'à atteindre la route de Sorocaba. Également connue sous le nom de « Caminho do Aniceto » (Chemin d'Aniceto) et « Rua do Taques » (Rue de Taques), devenue la voie actuelle.
Malgré l'existence de l'église de Nossa Senhora da Consolação, en 1855, le district actuel de Consolação était encore désert.
La rua da Consolação, à son tour, a connu de nombreuses transformations. En 1858, le cimetière de Consolação a été ouvert et, à la fin du XIXe siècle, il était l'une des principales routes menant à l'avenue Paulista. D'autres, comme le stade pour les matchs à domicile de l'Associação Atlética Mackenzie College.

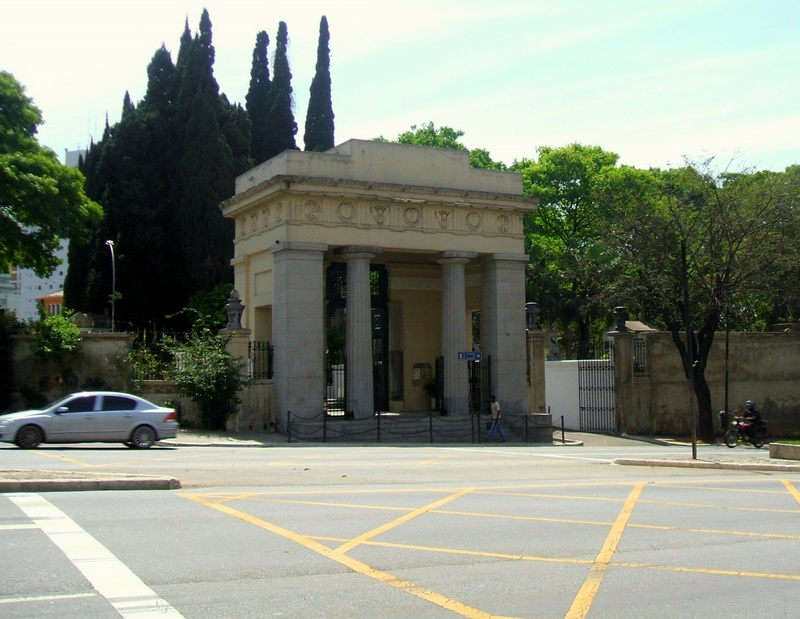
Cimetière de Consolação

Entre les années 1950 et 1960, elle fait l'objet d'une vaste rénovation avec l'agrandissement de son lit. Bien qu'elle présente toutes les caractéristiques d'une avenue (du moins dans le tronçon entre la rua Bráulio Gomes et l'avenue Paulista), son nom officiel reste rua da Consolação,.
Dans les années 1960, le maire Faria Lima a décidé de doubler la rue, avec des travaux commencés en 1965 et achevés en 1968, après des expropriations et des démolitions du côté impair de Consolação, entre la rua Dona Antônia de Queirós et l'avenue Paulista.
En 1972, un passage piéton souterrain a été construit sous la route, sur l'avenue Paulista, où se déroulent expositions diverses.

## Bâtiments remarquables et lieux de mémoire

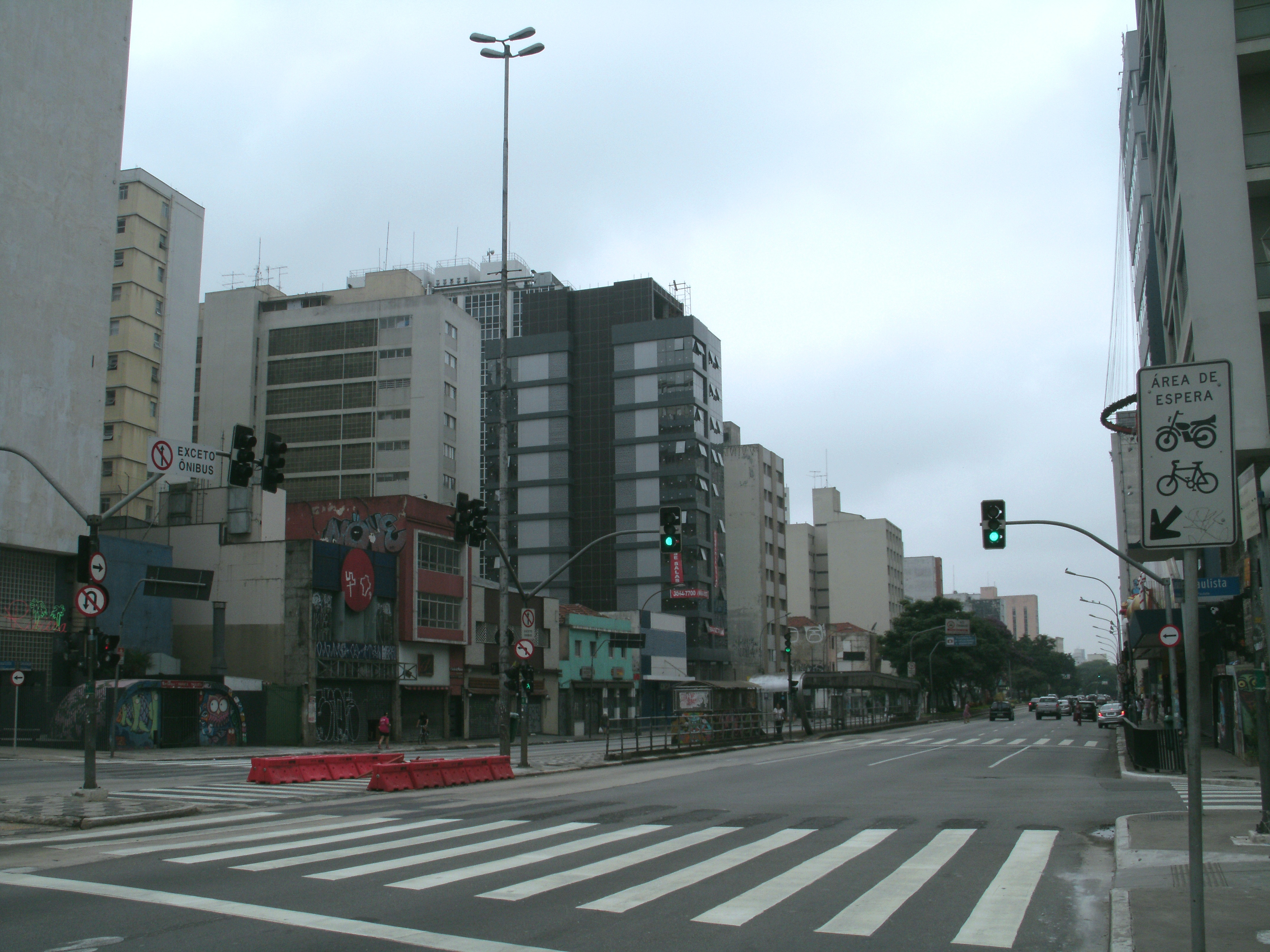
La rua da Consolação rencontre l'avenue Paulista

Dans le bâtiment Anchieta, qui fait face à l'avenue Paulista, du côté de la rua da Consolação, se trouvait pendant de nombreuses années le célèbre Bar Riviera, un lieu fréquenté par les bohèmes et les intellectuels. De l'autre côté se trouvait le Cine Trianon, aujourd'hui le Cine Belas Artes, à côté du Cine Ritz-Consolação, où se trouve aujourd'hui le magasin des Casas Pernambucanas.
Le Cine Ritz-Consolação a été pendant quelque temps l'auditorium de l'ancienne TV Tupi Canal 4, où se déroulait le mercredi l'émission Música Sempre Música, une série de concerts symphoniques dirigés par le maestro Bernardo Federowski à la télévision.
Le Cine América, plus tard Cine Rio, abrita le Teatro Record, où se déroulaient les après-midi populaires du "Programa Jovem Guarda", aujourd'hui un temple évangélique.

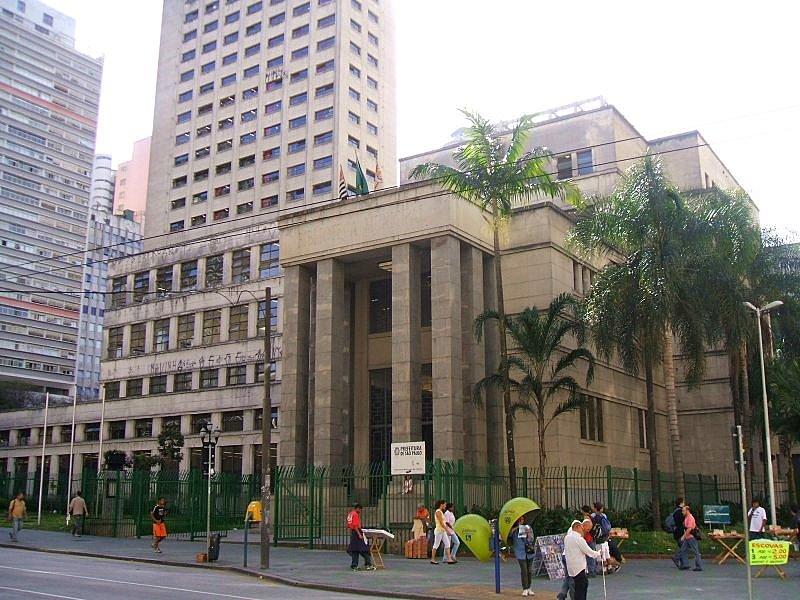
Bibliothèque municipale Mário de Andrade

Elle abrite la bibliothèque municipale Mário de Andrade, l'église de Consolação, le premier cimetière public de la ville (le cimetière de Consolação), l'université presbytérienne Mackenzie et le collège Marina Cintra. Au coin de la rua Piauí se trouve la station Higienópolis-Mackenzie de la ligne 4 du métro, ouverte le 23 janvier 2018.
Rue autrefois dédiée au commerce de meubles et d'antiquités, elle devint plus tard la rue des lustres et des lampes.
Depuis l'alameda Santos, après la construction du complexe routier, il y a une rue commune à sens unique (non dupliquée), qui descend vers la rua Estados Unidos, où opèrent une variété de magasins. Dans ce tronçon se trouvent de nombreux immeubles résidentiels haut de gamme.
La rua da Consolação était le lieu des matchs à domicile de l'ancienne Associação Atlética Mackenzie College.